# 利园街道
利园街道，是中华人民共和国贵州省毕节市纳雍县下辖的一个街道办事处。
2019年8月8日，设置利园街道。辖原居仁街道的和瑞社区、马家营社区、利园社区、蟠龙社区。

## 行政区划
利园街道下辖以下地区：
和瑞社区、马家营社区、利园社区、蟠龙社区。